# Штанько, Валентина Григорьевна
Валентина Григорьевна Штанько — советский хозяйственный, государственный и политический деятель.

## Биография
Родилась в 1930 году в Подольске. Член КПСС с 1967 года.
С 1947 года — на хозяйственной, общественной и политической работе. В 1947—1979 годах — заготовщица Винницкой обувной фабрики, заготовщица, контролёр отдела технического контроля, старший инженер технического отдела Винницкого производственного объединения обувных предприятий имени Щорса Винницкой области Украинской ССР.
Избиралась депутатом Верховного Совета СССР 7—9-го созывов от Винницкого избирательного округа Винницкой области.